# Mariia Viktorivna Burmaka
Maria Burmaka (tiếng Ukraina: Марія Бурмака; sinh ngày 16 tháng 6 năm 1970, tại Kharkiv, Ukraina) là một ca sĩ, nhạc sĩ, người viết lời bài hát nhạc rock, pop, nhạc dân gian và nhạc thế giới người Ukraina. Cô được trao danh hiệu vinh dự Nghệ sĩ Nhân dân Ukraina.

## Tiểu sử và giáo dục
Burmaka sinh ra trong một gia đình có bố và mẹ đều là giáo viên. Cô bắt đầu trình diễn các bài hát tiếng Ukraina khi theo học bộ môn guitar tại một trường âm nhạc. Năm 1987, cô trở thành sinh viên khoa Triết học của Đại học Kharkiv ở Karazin. Khi còn là sinh viên, cô đã bắt đầu sáng tác bài hát.
Năm 2004, Burmaka tốt nghiệp chuyên ngành báo chí của Đại học Quốc gia Taras Shevchenko Kyiv. Cô cũng có bằng tiến sĩ triết học.
Cô đã chứng kiến và tham gia vào nhiều sự kiện quan trọng trong lịch sử Ukraina hiện đại, như Cách mạng Đá hoa cương (1990), "Cách mạng Cam" (2004) và Cách mạng Nhân phẩm (2013-2014).

## Liên hoan âm nhạc và cuộc thi
Ở những năm đầu trong sự nghiệp âm nhạc, Burmaka đã giành được chức quán quân của một số cuộc thi và lễ hội âm nhạc tầm cỡ tại Ukraina, nhanh chóng đưa cô trở nên nổi tiếng và cô đã trở thành biểu tượng của âm nhạc Ukraina.
Năm 1989, Burmaka giành giải quán quân tại lễ hội âm nhạc Oberig được tổ chức ở Lutsk cũng như giành giải á quân tại lễ hội âm nhạc trẻ Chervony Ruta được tổ chức tại Chernivtsi. Tháng 6 năm 1990, cô giành giải vô địch tại Lễ hội DZVIN toàn Ukraina được tổ chức ở Kaniv. Năm 1993, cô giành chiến thắng trong cuộc thi bài hát hit "12-2" do nền tảng radio Promin tổ chức.

## Sự nghiệp âm nhạc

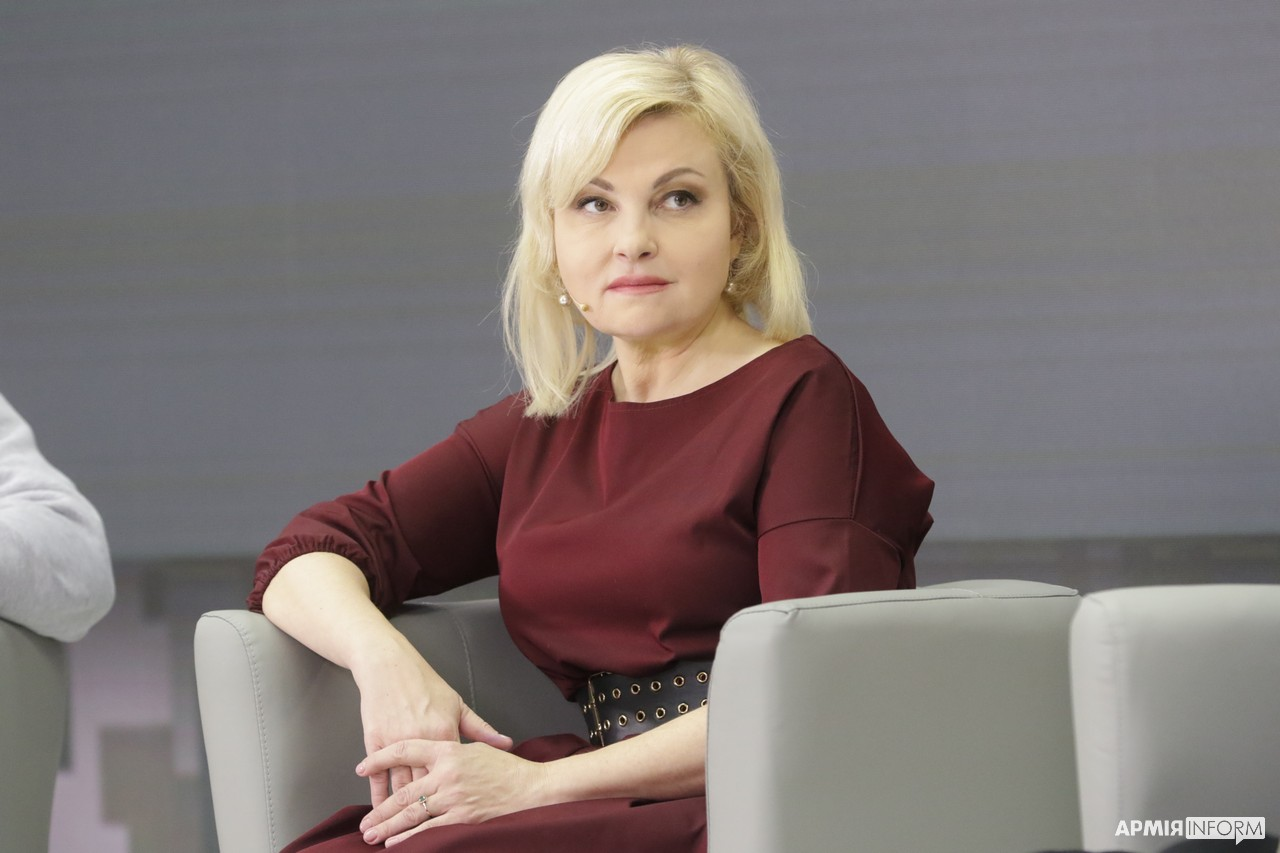
Burmaka năm 2022

Năm 1991, cô đã phát hành CD đầu tay với tựa đề Maria, được sản xuất và thu âm tại Montréal bởi công ty Yevshan của Canada. Đây là CD âm nhạc tiếng Ukraina đầu tiên được ra mắt tại quốc gia này.
Năm 1998, Burmaka phát hành một album mới, với tựa đề Znovu lyublyu ("In Love Again"). Buổi công diễn của album có sự đặc biệt khi được tổ chức trong hội trường với chủ đề thế kỷ 17-18 tại Bảo tàng Mỹ thuật Quốc gia.

### Ngôn ngữ
Burmaka là nghệ sĩ nhân dân duy nhất của Ukraina không biểu diễn bằng tiếng Nga, cũng không có tiết mục âm nhạc bằng tiếng Nga. Cô tuyên bố: "Các vùng của Ukraina mà không có tiếng Ukraina thì sẽ mất đi bản sắc dân tộc và sự tự do".

### Trình diễn
Năm 2005, Burmaka đã phát hành phiên bản tiếng Anh của một số bài hát mà cô đã thu âm, sản xuất một số video âm nhạc cũng như tổ chức một số buổi hòa nhạc từ thiện ở Bắc Mỹ. Cô cũng đã biểu diễn tại lễ hội văn hóa Ukraina lớn nhất của tại Hoa Kỳ, Verkhovyna, và tại lễ hội Lemkivska Vatra tổ chức tại Ba Lan. Năm 2011, cô đã trình diễn tại tại lễ hội Soyuzivka.
Mùa hè và mùa thu năm 2014, trong khuôn khổ chuyến lưu diễn "Support Ours", cô đã biểu diễn tại các thành phố tiền tuyến trong khu vực ATO.
Mùa đông năm 2015, cô đã tổ chức các buổi hòa nhạc từ thiện ở Vương quốc Liên hiệp Anh. Vào tháng 11 cùng năm đó, cô cũng trình diễn tại các buổi hòa nhạc từ thiện ở Mỹ và Canada.

## Sự nghiệp truyền hình
Trong thập niên 1990, Burmaka từng là người dẫn chương trình truyền hình trên kênh STB của các chương trình như Kin, Rating, Who is there, và Teapot. Cô cũng là người dẫn chương trình Create Yourself trên kênh UT-1.
Tháng 5 năm 2011, Burmaka là người phụ trách nội dụng của chương trình Music for Breakfast trên kênh 1+1. Cô còn là người phụ trách nội dụng của chương trình Music for adults with Maria Burmaka trên kênh TVi. Hiện tại, cô là người phụ trách nội dụng và người dẫn chương trình Cult-Express chiếu trên kênh Expresso.

## Giải thưởng và ghi nhận
- 1997: được trao danh hiệu vinh dự Nghệ sĩ danh dự Ukraina
- 2007: được trao Huân chương Công chúa Olga (hạng III)[14]
- 2009: được trao danh hiệu vinh dự "Nghệ sĩ Nhân dân Ukraina"[15]
- Có tên trong danh sách 100 phụ nữ có ảnh hưởng nhất ở Ukraina của tạp chí Focus

## Album
- 1990 Ой не квiтни, весно (Oy ne kvitny, vesno; Oh Spring, Do Not Bloom...)
- 1992 Марiя (Mariya; Maria)
- 1994 Лишається надiя (Lyshayet'sia nadiya; Hope is left)
- 1998 Знову люблю (Znovu liubliu; I love again)
- 2001 Iз янголом на плечi (Iz yanholom na plechi; With the angel on my shoulder)
- 2002 Мiа (Mia)
- 2003 I Am
- 2003 Живи (Zhyvy; Live)
- 2004 N9
- 2008 Саундтреки (Soundtracks)
- 2010 Do not laugh at me (Не смійся з мене), joint album with Peter Yarrow
- 2011 Album for Children (Дитячий Альбом)
- 2014 Тінь по воді (Tin' na vodi; Shadow on the Water)